# 李成遇
李成遇（?—?），西夏皇族，父親是西夏太宗李德明。
李成遇是李德明的第二子，母親是咩米氏（往利氏），他的哥哥是太子元昊，即後來的西夏開國皇帝夏景宗，弟弟是讹藏屈怀氏所生的李成嵬。